# Porsche 996

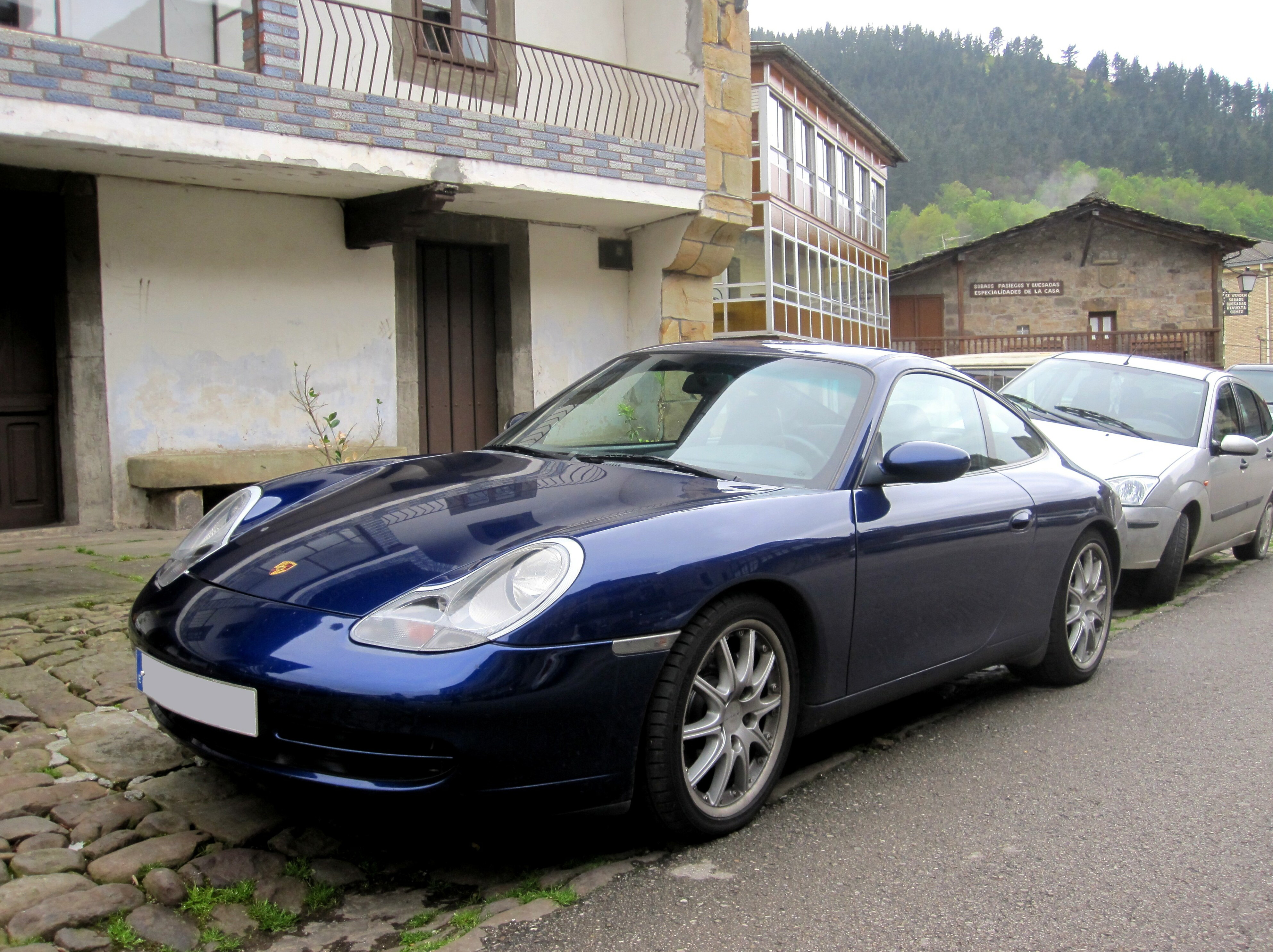
996 (1e generatie)

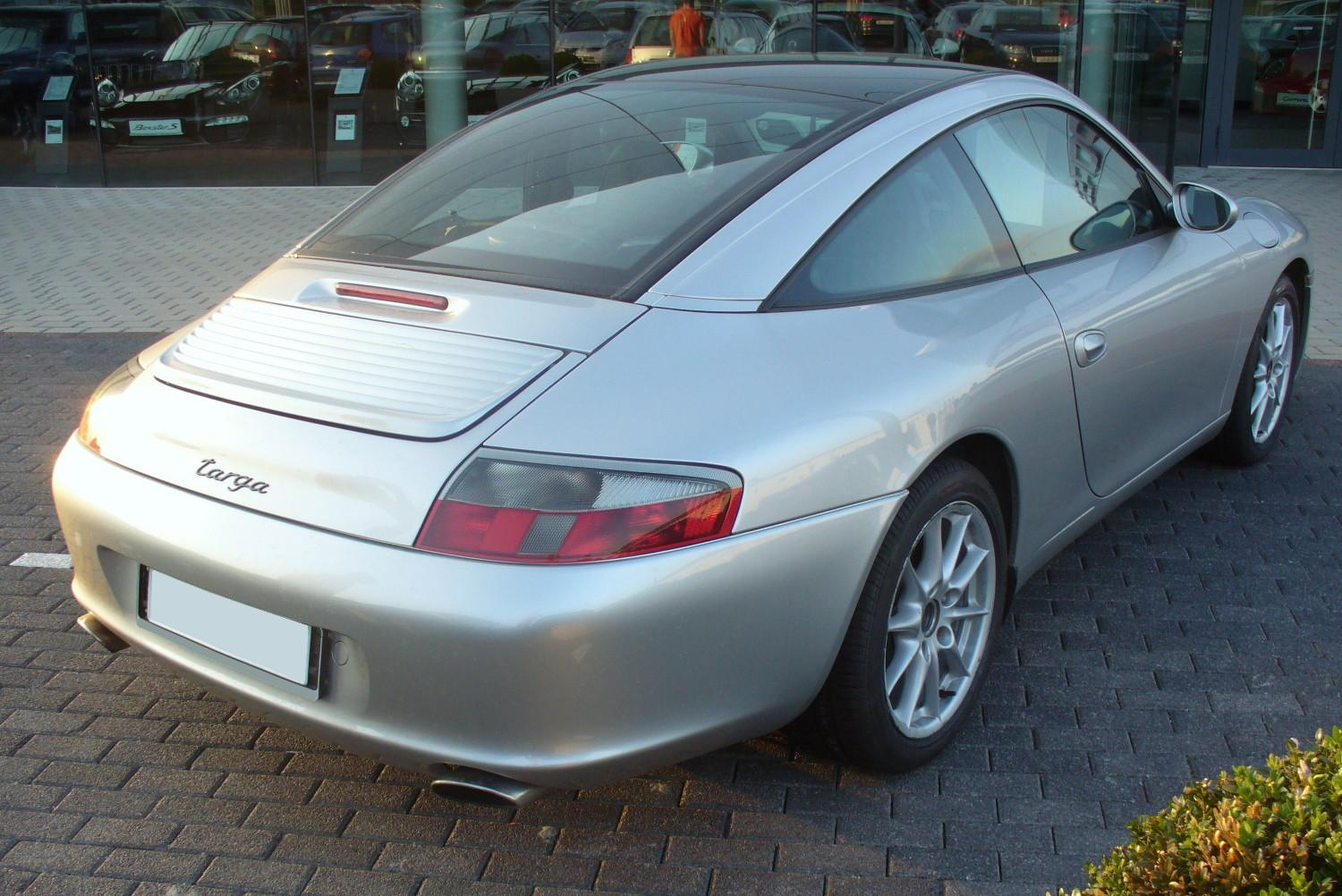
996 Targa

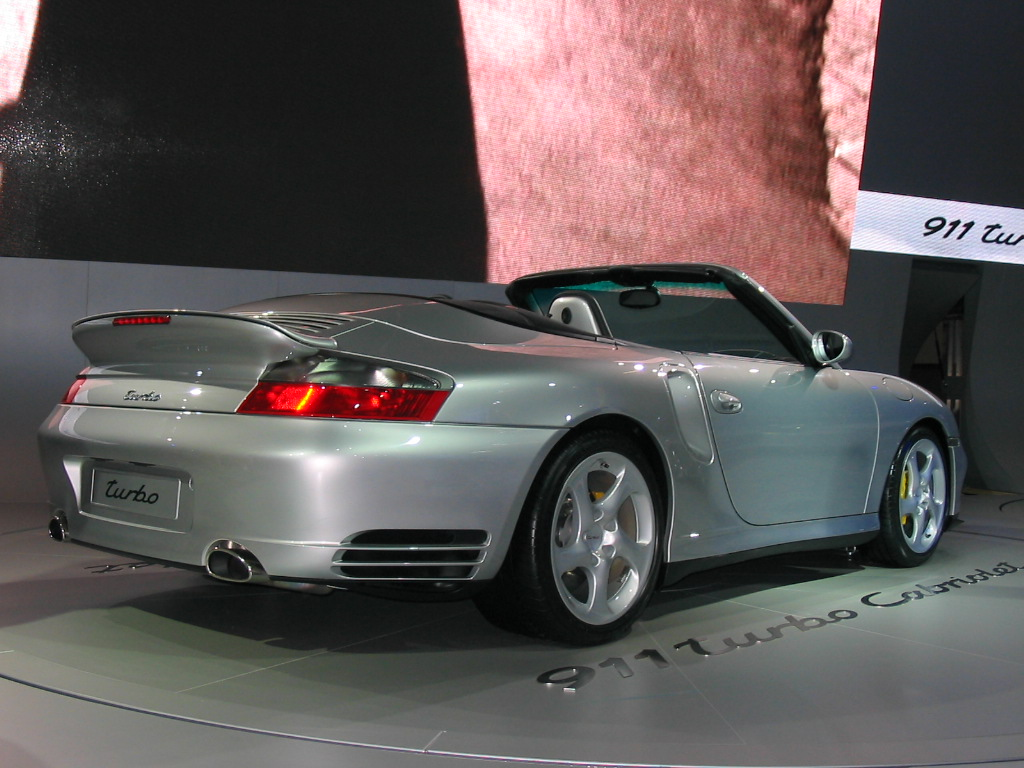
996 Turbo Cabrio

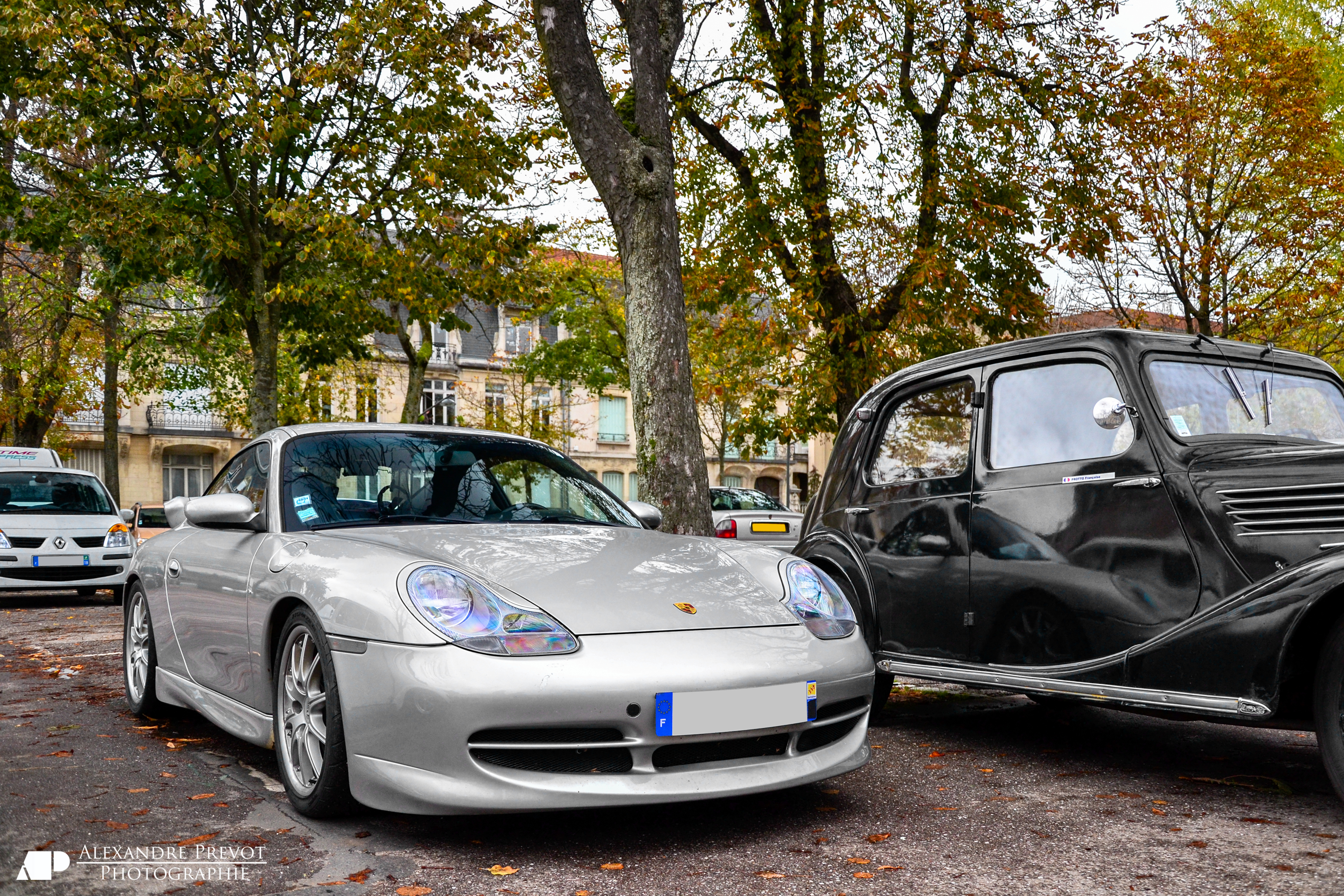
996 GT3

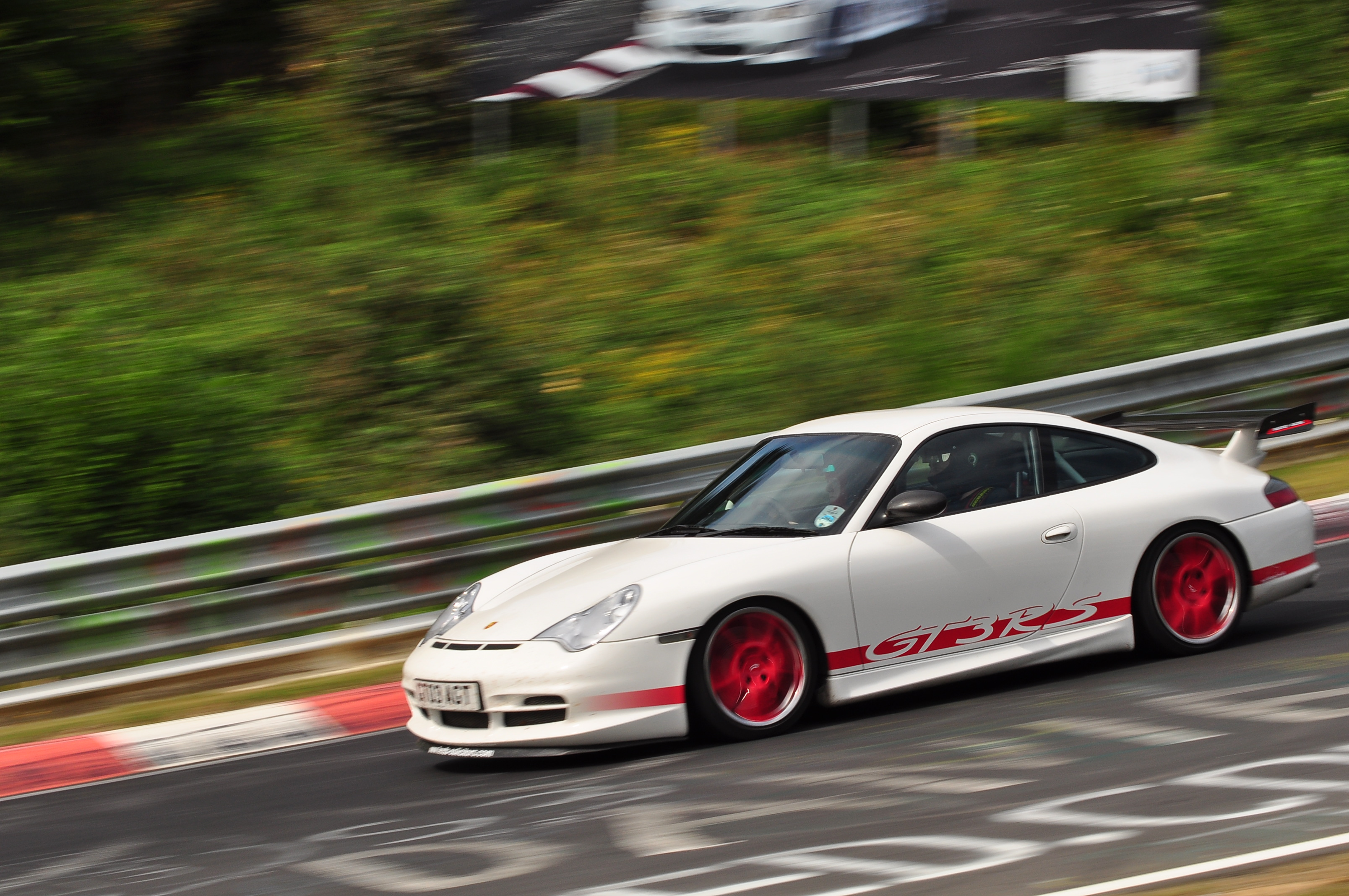
996 GT3 RS

De Porsche 996 is een auto geproduceerd door Porsche. Het is de opvolger van de 993 en de eerste 911 met een watergekoelde zescilinder boxermotor. De Porsche 996 is de vijfde generatie in een doorontwikkeling van de oorspronkelijke (luchtgekoelde) 911. Door de watergekoelde motor veranderde het karakteristieke uitlaatgeluid van de Porsche. Door de uitlaten aan te passen, wisten de ingenieurs toch een soortgelijk geluid als bij een luchtgekoelde motor te produceren.

## Design
Een zeer belangrijk gedeelte van het design van 996 werd gedaan door de Nederlander Harm Lagaay. Het design van de 996 is radicaal anders ten opzichte van zijn voorganger, de 993. De ronde koplampen zijn vervangen voor ovale modellen. De "4S" en "Turbo" versies zijn aan de achterkant 6 cm breder dan de standaard Carrera versies. De Turbo versies zijn voorzien van luchtinlaten bij de achterwielen en een permanente spoiler op de achterkant. Ook het interieur werd vernieuwd, de vijf karakteristieke klokken werden niet meer op een rij geplaatst maar meer "in elkaar".

## Prestaties
Ondanks dat Porsche de cilinderinhoud verkleinde naar 3,4 liter gingen de prestaties toch omhoog, de standaard 911 had (in de versie die gelanceerd werd) een topsnelheid van 280 km/h en een standaardsprint van 0 naar 100 km/h werd gerond in 5,2 seconden. De snelste versie was de Turbo. Deze was voorzien van een 3,6 liter motor met 420 pk. De topsnelheid van de Turbo was 305 km/h en de acceleratie 0-100 km/u ging in 4,2 seconden. Men kon kiezen tussen een handgeschakelde zesbak of een vijfversnellings Tiptronic bak.

## Modellen
Behalve de "Carrera 2" werd er in 1998 direct ook de "Carrera 4" vierwielaandrijver gelanceerd. Natuurlijk was de cabriolet ook weer van de partij, de kap was net als bij de 964 en 993 volledig elektrisch bedienbaar. Vanaf modeljaar 2002 was er ook een "Targa" en een "4S"-versie beschikbaar. Tevens kreeg het interieur een update. Het nieuwe interieur is o.a. te herkennen aan een afsluitbaar handschoenenkastje in het dashboard. De tweede generatie vanaf modeljaar 2002 van de reguliere modellen zijn voorzien van de krachtigere 3.6 liter motor, welke het vermogen naar 320 pk brengt. De 4S heeft hetzelfde ophanging, remsysteem en body als Turbo, maar dan zonder de koelgaten in de achterschermen, de permanente achterspoiler en een praktischere voorspoiler met een uitsnijding onderaan in het midden.
Van de Porsche 996 GT3 verschenen drie modellen: de reguliere, een lichtere Cupversie en de zowel lichtere als krachtigere "RS" (RennSport) versie. 
Ook werd een Porsche 996 GT2 uitgebracht: deze had aanvankelijk een top van 315 km/h maar na een update werd de topsnelheid 319 km/h.

## Het einde
Eind 2004 werd de 996 opgevolgd door een nieuw model: de Porsche 997.